# CalyxOS
CalyxOS是基於Android的行動作業系統，主要包含自由和開源軟體。 它由Calyx Institute製作，作為其「捍衛線上隱私、安全和可訪問性」使命的一部分。 
CalyxOS 保留了 Android 安全模型，使用 Android 系統加密簽名的 Verified Boot 系統，並能藉由上鎖的引導加載程序運行，  部分歸功於引導用戶完成解鎖及再鎖定過程的安裝程序。 